# Българска авиация през Балканската война
Българската авиация през Балканската война подпомага операциите на сухопътните сили в Източна Тракия, осигурявайки разузнавателна информация за разположението и придвижването на османските войски. По това време бойната авиация е все още в начален стадий на развитие. За втори път след Италианско-турската война, самолети се използват за бомбардиране на противника. Опитът, придобит през 1912 – 1913 г., е значително разширен през Първата световна война.

## Състав и базиране
При обявяването на мобилизацията на 17 септември 1912 година, Въздухоплавателният парк на Царство България се състои от Щаб на парка (с началник майор Васил Златаров), Балонно отделение (с командир поручик Йордан Казанджиев) и Аеропланно отделение (с командир поручик Симеон Петров). По това време българската армия разполага едва с два сферични балона („София 1“ и запасният „Годар“) и един самолет Блерио XI-2 и самолети Албатрос F-2 mod.1911. В хода на войната броят на самолетите в българската армия достига 29, а на летците – 26, в т. ч. 12 българи и 14 чужденци доброволци в битката срещу Турция – от Русия: Сергей Сергеевич Щетинин (създателят на първия авиационен завод в Русия) организатор на доброволческия руски отряд от 5 летци, в който заедно с него идват Пьотр Евсюков, Колчин, Костин и Седов с лицензионни „Фарман", от Швейцария Ернст Бюри, от Италия Джовани Сабели, а и други включително от Франция и Великобритания.
При мобилизацията за започването на войната авиацията е пребазирана в Търново Сеймен. Основната база след началото на войната е новоосвободеният Мустафа паша. Командир на аеропланното отделение е поручик Радул Милков. То оперативно е подчинено на щаба на Втора армия, обсаждаща Одринската крепост. На 3 ноември 1912 г. е формирано Второ аеропланно отделение с командир поручик Димитър Сакеларов, то оперативно е подчинено на съединените Първа и Трета армия, които действат на фронта при Чаталджа. То последователно е базирано на летищата Чорлу недалеч от Чаталджа, временно на жп възела при с. Кабакча (Кабакчакьой) в близост до Силиврия, откъдето е направен опит за бомбардиране на Цариград, и накрая на летище Черкезкьой. На 10 ноември 1912 г. е формирано Трето аеропланно отделение с командир поручик Пеньо Попкръстев, базирано първо при село Балабанджик край Малгара, а после на летище Урша недалеч от Булаир, оперативно е подчинено на Четвърта армия заела Булаирския фронт. Тилово и организационно трите аеропланни отделения са подчинени на Въздухоплавателния парк с началник майор Васил Златаров в състава на железопътната дружина (батальон). Към въздухоплавателния парк също са балонното отделение и службата за аеротехническо снабдяване и поддръжка на материалната част. След примирието в края на войната 1-во и 3-то отделение са базирани в Драма, а 2-ро в Сливница.

## Бойни действия (октомври-ноември 1912)
Българското аеропланно отделение се базира на километър югоизточно от Мустафа паша, днес Свиленград, за да подпомага обсадата на Одрин от Втора армия. На 16 октомври 1912 г. авиаторът Радул Милков и наблюдателят Продан Таракчиев със самолет „Албатрос" извършват първия разузнавателен полет. В периода от 16 октомври до 17 ноември самолетите на отделението извършват 15 излитания за изпълнение на бойни задачи – предимно разузнаване на османските позиции около Одрин (Караагач, Юруш, Кадънкьой, Доганджа, Емекчикьой и ъгъла между Марица и Тунджа). На 17 ноември 1912 г. италианския авиатор Джовани Сабели и наблюдател майор Васил Златаров със самолет „Блерио XI" за пръв път в историята на българските военновъздушни сили извършват въздушна бомбардировка на османските позиции край Одрин.  Противно на общоприетото мнение в България, това не е първата въздушна бомбардировка в света; първата въздушна бомбардировка в света е извършена на 1 ноември 1911 от италианския лейтенант Джулио Гавоти, бомбардирал турско-арабските сили в Либия.
Първоначално Балонното отделение на Въздухоплавателния парк е подчинено на командира на 2-ра бригада от 9-а пехотна плевенска дивизия и извършва основно наблюдение на бойното поле край Одрин. Балонът „София-1“ е издигнат за пръв път на 15 октомври над позицията, на 2 км източно от Доганджа, като до първото примирие извършва наблюдения в продължение на 10 бойни дни. В периода 16 – 18 октомври балонът е изнесен при с. Кемал, след което поради лошите метеорологични условия е издигнат отново едва на 22 октомври. На 23 октомври е придаден към сръбската Тимошка дивизия, но отново поради лошите условия е издигнат чак на 30 октомври, когато освен за наблюдение на бойното поле се използва и за коригиране на огъня на артилерията.

## Бойни действия (януари-март 1913)
През втория период на войната Въздухоплавателния парк на Царство България се състои от 3 аеропланни и 2 балонни отделения.
Първо аеропланно отделение е придадено към Втора армия и изпълнява задачи в района на Одрин, като основно се използва за разузнаване на отделните сектори на крепостта, както и за хвърляне на бомби и позиви. През периода отделението извършва 19 бойни полета. Второ аеропланно отделение е придадено към Трета армия (на практика се ползва от съединените армии), базирано е в Черкезкьой и се използва за разузнаване на Чаталджанската позиция, между Мраморно и Черно море. През периода отделението извършва 27 бойни полета. Трето аеропланно отделение е придадено към Четвърта армия и изпълнява задачи в района на Галиполския полуостров. След затихване на бойните действия (виж Бой при Булаир) на галиполското направление отделението се използва за наблюдение на Булаирската позиция. През периода то извършва 9 бойни полета.
Двете балонни отделения през този период от войната извършват ограничена бойна дейност, като 1-вото отделение е придадено към Първа армия, а 2-рото към, Трета.